# 常光院 (熊谷市)
常光院（じょうこういん）は、埼玉県熊谷市にある天台宗の寺院。熊谷厄除大師という別称を持つ。

## 歴史
1192年（建久3年）、中条家長の開基である。中条家長は源頼朝方として石橋山の戦いに従軍した鎌倉御家人であるが、幕府では評定衆や御成敗式目の制定に関与するなど、主に文官としての職を歴任したため、鎌倉に在住していることが多かった。そのため所領の中条にあった館を祖父藤原常光の菩提を弔う寺とした
元々武家屋敷だったことから、土塁や堀が残っている。1951年（昭和26年）に「中条氏館跡」として、埼玉県の史跡に指定されている。
江戸時代は50石の寺領、10万石の格式が与えられ、隆盛を極めていた。

## 文化財
- 絹本著色阿弥陀聖衆来迎図（国指定重要文化財 平成25年6月19日指定）[4]
- 中条氏館跡（埼玉県指定史跡 昭和26年3月31日指定）[3]
- 桐戸の絵（熊谷市指定有形文化財 昭和29年11月3日指定）[5]
- 五輪塔所刻板石塔婆（熊谷市指定有形文化財 昭和34年11月3日指定）[5]
- 天海像（熊谷市指定有形文化財 昭和37年11月3日指定）[5]
- 家康像（熊谷市指定有形文化財 昭和37年11月3日指定）[5]
- 悉曇字母表（熊谷市指定有形文化財 昭和37年11月3日指定）[5]
- 釈迦涅槃図（熊谷市指定有形文化財 昭和51年11月3日指定）[5]
- 天野氏の墓（熊谷市指定史跡 昭和51年11月3日指定）[5]
- 常光院本堂（熊谷市指定有形文化財 平成30年3月30日指定）[5]

## 金子兜太句碑

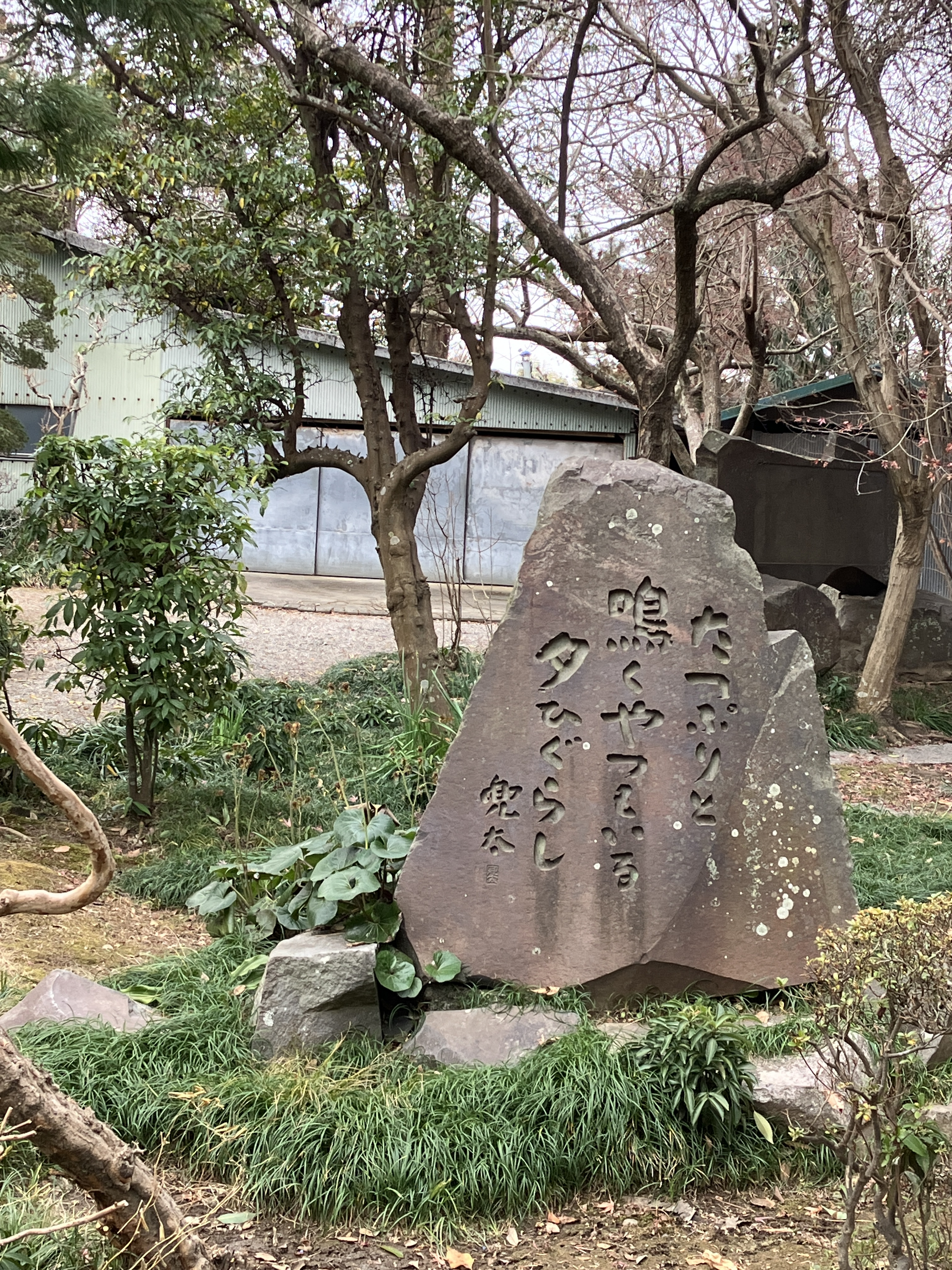
金子兜太句碑

## 交通アクセス
- 熊谷駅北口より国際十王交通路線バス KM31・32系統で竹之内停留所下車、徒歩2分。